# Liste der Stolpersteine in Erndtebrück
In der Liste der Stolpersteine in Erndtebrück werden die vorhandenen Gedenksteine aufgeführt, die im Rahmen des Projektes Stolpersteine des Künstlers Gunter Demnig in Erndtebrück bisher verlegt worden sind.
| Adresse               | Name                | Inschrift                                                                                       | Verlegedatum  | Bild | Anmerkung                                                             |
| --------------------- | ------------------- | ----------------------------------------------------------------------------------------------- | ------------- | --- | --------------------------------------------------------------------- |
| Bergstraße 10 ·       | Moritz Moses        | Hier wohnte Moritz Moses Jg. 1875 deportiert 1942 Zamosc ermordet in Sobibor                    | 4. April 2013 | Bild gesucht Die Wikipedia wünscht sich an dieser Stelle ein Bild vom Ort mit diesen Koordinaten 50.9878934 8.2559525 . Motiv: Stolpersteine Erndtebrück Bergstraße 10 Falls du dabei helfen möchtest, erklärt die Anleitung , wie das geht. BW       | geboren am 4. März 1875 in Wetzlar                                    |
| Bergstraße 10 ·       | Betty Moses         | Hier wohnte Betty Moses geb. Grünebaum Jg. 1892 deportiert 1942 Zamosc ermordet in Sobibor      | 4. April 2013 | Bild gesucht Die Wikipedia wünscht sich an dieser Stelle ein Bild vom Ort mit diesen Koordinaten 50.9878934 8.2559525 . Motiv: Stolpersteine Erndtebrück Bergstraße 10 Falls du dabei helfen möchtest, erklärt die Anleitung , wie das geht. BW       | geboren am 10. Juli 1892 in Laasphe Geburtsname lt. Quelle Grünenbaum |
| Marburger Straße 6 ·  | Arthur Winter       | Hier wohnte Arthur Winter Jg. 1888 deportiert 1943 ermordet in Auschwitz                        | 4. April 2013 | Bild gesucht Die Wikipedia wünscht sich an dieser Stelle ein Bild vom Ort mit diesen Koordinaten 50.988835 8.2565376 . Motiv: Stolpersteine Erndtebrück Marburger Straße 6 Falls du dabei helfen möchtest, erklärt die Anleitung , wie das geht. BW   | geboren am 28. November 1888 in Köln                                  |
| Marburger Straße 6 ·  | Luise Winter        | Hier wohnte Luise Winter geb. Moses Jg. 1899 deportiert 1943 ermordet in Auschwitz              | 4. April 2013 | Bild gesucht Die Wikipedia wünscht sich an dieser Stelle ein Bild vom Ort mit diesen Koordinaten 50.988835 8.2565376 . Motiv: Stolpersteine Erndtebrück Marburger Straße 6 Falls du dabei helfen möchtest, erklärt die Anleitung , wie das geht. BW   | geboren am 20. Mai 1899 in Wetzlar                                    |
| Marburger Straße 6 ·  | Ruth Winter         | Hier wohnte Ruth Winter Jg. 1928 deportiert 1943 ermordet in Auschwitz                          | 4. April 2013 | Bild gesucht Die Wikipedia wünscht sich an dieser Stelle ein Bild vom Ort mit diesen Koordinaten 50.988835 8.2565376 . Motiv: Stolpersteine Erndtebrück Marburger Straße 6 Falls du dabei helfen möchtest, erklärt die Anleitung , wie das geht. BW   | geboren am 9. August 1928 in Erndtebrück                              |
| Marburger Straße 6 ·  | Kurt Winter         | Hier wohnte Kurt Winter Jg. 1921 deportiert 1943 ermordet in Auschwitz                          | 4. April 2013 | Bild gesucht Die Wikipedia wünscht sich an dieser Stelle ein Bild vom Ort mit diesen Koordinaten 50.988835 8.2565376 . Motiv: Stolpersteine Erndtebrück Marburger Straße 6 Falls du dabei helfen möchtest, erklärt die Anleitung , wie das geht. BW   | geboren am 14. August 1921 in Erndtebrück                             |
| Marburger Straße 12 · | Friederike Dickhaut | Hier wohnte Friederike Dickhaut geb. Goldschmidt Jg. 1874 deportiert 1944 ermordet in Auschwitz | 4. April 2013 | Bild gesucht Die Wikipedia wünscht sich an dieser Stelle ein Bild vom Ort mit diesen Koordinaten 50.9889924 8.2569275 . Motiv: Stolpersteine Erndtebrück Marburger Straße 12 Falls du dabei helfen möchtest, erklärt die Anleitung , wie das geht. BW | geboren am 28. März 1874 in Berleburg                                 |
| Marburger Straße 15 · | Bella Simon         | Hier wohnte Bella Simon geb. Levy Jg. 1896 deportiert 1942 ermordet in Minsk                    | 4. April 2013 | Bild gesucht Die Wikipedia wünscht sich an dieser Stelle ein Bild vom Ort mit diesen Koordinaten 50.9893635 8.2573482 . Motiv: Stolpersteine Erndtebrück Marburger Straße 15 Falls du dabei helfen möchtest, erklärt die Anleitung , wie das geht. BW | geboren am 12. September 1896 in Erndtebrück                          |
| Marburger Straße 15 · | Heinz Simon         | Hier wohnte Heinz Simon Jg. 1928 deportiert 1942 ermordet in Minsk                              | 4. April 2013 | Bild gesucht Die Wikipedia wünscht sich an dieser Stelle ein Bild vom Ort mit diesen Koordinaten 50.9893635 8.2573482 . Motiv: Stolpersteine Erndtebrück Marburger Straße 15 Falls du dabei helfen möchtest, erklärt die Anleitung , wie das geht. BW | geboren am 2. Dezember 1928 in Erndtebrück                            |
| Marburger Straße 15 · | Inge Simon          | Hier wohnte Inge Simon Jg. 1930 deportiert 1942 ermordet in Minsk                               | 4. April 2013 | Bild gesucht Die Wikipedia wünscht sich an dieser Stelle ein Bild vom Ort mit diesen Koordinaten 50.9893635 8.2573482 . Motiv: Stolpersteine Erndtebrück Marburger Straße 15 Falls du dabei helfen möchtest, erklärt die Anleitung , wie das geht. BW | geboren am 16. Juni 1930 in Erndtebrück                               |